# دالة توافقية

دالة توافقية محددة في حلقة.

في الرياضيات والفيزياء الرياضية ونظرية العمليات العشوائية، فإن الدالة التوافقية هي دالة قابلة للتفاضل مرتين بشكل مستمر {\displaystyle f:U\to \mathbb {R} ,} حيث U هي مجموعة فرعية مفتوحة من {\displaystyle \mathbb {R} ^{n}}، التي تفي بمعادلة لابلاس، أي،
{\displaystyle {\frac {\partial ^{2}f}{\partial x_{1}^{2}}}+{\frac {\partial ^{2}f}{\partial x_{2}^{2}}}+\cdots +{\frac {\partial ^{2}f}{\partial x_{n}^{2}}}=0}
في كل مكان على U. يتم كتابة هذا عادةً كـ
{\displaystyle \nabla ^{2}f=0}
أو
{\displaystyle \Delta f=0}